# Teodor Sykeota
Teodor Sykeota, również Teodor z Sykeonu, biskup Anastasiopolis (gr. Θεόδωρος Συκεώτης; ur. w połowie VI wieku w Sykeonie k. Ancyry w Galacji, zm. ok. 613 tamże) – pustelnik i asceta, mnich, biskup Anastasiopolis (sufragania Ancyry, dzisiejsze Beypazarı w Turcji), cudotwórca, święty Kościoła katolickiego i prawosławnego.

## Życie
Dzieciństwo
Matka Teodora była właścicielką gospody i domu publicznego w Sykeonie w Galacji (pomiędzy Juliopolis/Çayırha a Anastasiopolis/Beypazarı), a ojciec Kosma akrobatą w cyrku. Gdy chłopiec miał 6 lat, do gospody jego matki przybył utalentowany kucharz imieniem Stefan. Doskonałe jedzenie, które przyrządzał, przyciągało tak wielu klientów, że matka Teodora, babcia Helpidia i ciotka Dyspenia mogły skończyć z prostytucją. Stefan był nie tylko wspaniałym kucharzem, ale również gorliwym chrześcijaninem. Udało mu się nawrócić chłopca na chrześcijaństwo. Teodor miał również młodszą siostrę Blattę.
Działalność
Teodora wyświęcono na kapłana w wieku 18 lat i niedługo po tym wydarzeniu wyruszył na pielgrzymkę do Jerozolimy. Po powrocie z Ziemi Świętej osiedlił się jako pustelnik niedaleko rodzinnego Sykeonu. Nakładał na siebie umartwienia w postaci zakuwania w kajdany i zamykania w klatce nad jaskinią na zboczu góry.
Już za życia uważano go za świętego. Sława Teodora jako cudotwórcy i uzdrowiciela ściągała do jego pustelni coraz większą liczbę zwolenników, dla których święty wybudował klasztor. Był również konsultantem władców Murycjusza, Fokasa i Herakliusza.
Około roku 590 został nominowany na biskupa Anastasiopolis przez Pawła, metropolitę z Ancyry (dzisiejsza Ankara). Z pełnienia tego urzędu zrezygnował ok. roku 600, przebywając jakiś czas w Jerozolimie ukrywając swoją tożsamość, by powrócić do Anastopolis. Od godności biskupa uwolnił go dopiero patriarcha Konstantynopola Cyriak i Teodor powrócił do swojej pustelni w Sykeonie), gdzie zmarł w opinii świętości ok. roku 613 na początku panowania Herakliusza. W międzyczasie odwiedził jeszcze Konstantynopol. Do tego właśnie miasta zostały przeniesione jego relikwie. Żywot świętego spisał w połowie VII wieku jeden z jego uczniów.
Cuda
Teodorowi przypisuje się następujące cuda:
- uzdrowienie syna cesarza ze słoniowacizny
- odwrócenie plag szarańczy, pszczół i myszy
- godzenie nieszczęśliwych małżeństw

## Kult
Relikwie świętego przeniesiono z Galacji do Konstantynopola najpóźniej w IX wieku. W 1200 roku widział je w monasterze św. Jerzego ruski pielgrzym Antoni.
Święty Teodor Sykeota jest patronem pojednania nieszczęśliwych małżeństw.
Jego wspomnienie liturgiczne w Kościele katolickim obchodzone jest 22 kwietnia. Sam święty popierał kult św. Jerzego Zwycięzcy z którym losy związał przez sen matki.
Kościół prawosławny już za życia czcił św. Teodora. Wspomnienie świętego mnicha (prepodobnyj) obchodzone jest w Cerkwi dwukrotnie:
- 22 kwietnia/5 maja[b], tj. 5 maja według kalendarza gregoriańskiego (rocznica śmierci),
- 15/28 czerwca, tj. 28 czerwca (rocznica przeniesienia relikwii).